# Walter Ricci
Walter Ricci, né le 5 février 1946 à Pesaro, est un coureur cycliste français, d'origine italienne. Professionnel de 1968 à 1972, il a notamment remporté une édition du Grand Prix du Midi libre. 

## Biographie
Il commence la compétition à la FSGT et au vu de ses bons résultats dans cette fédération prend une licence au club de la Pédale Conflanaise. Tout en exerçant la profession de maçon, il se forge un petit palmarès à l'échelon régional. Licencié tour à tour à l'US Créteil puis aux Bleus de France de Suresnes, il est engagé dans des épreuves nationales. Il adopte la nationalité française le 24 avril 1957. Bon rouleur et bon grimpeur, il se distingue en 1967 à la Route de France. À la suite de cela, le sélectionneur national Robert Oubron lui ouvre cette année-là les portes de l'équipe de France amateurs pour participer au Tour de l'Avenir. Dans cette équipe, il s'affirme en tant qu'équipier de Cyrille Guimard et de Christian Robini. Ce dernier gagne cette épreuve et l'équipe de France remporte le classement par équipes. 
Il passe professionnel en 1968 dans l'équipe Mercier-BP-Hutchinson qui est dirigée par l'ancien vainqueur du Tour de France Antonin Magne. Le leader incontesté de cette formation est alors Raymond Poulidor. Cyrille Guimard et Christian Robini signent un contrat pro dans cette équipe cette même année. Après cinq années de professionnalisme et ne voyant pas son contrat renouvelé par l'équipe Sonolor-Lejeune, Ricci décide de revenir vers la compétition amateur. Au CSM Puteaux puis au CSM Persan, il remporte de nombreuses victoires sur la route et en cyclo-cross. Excellent dans cette dernière discipline, il y est six fois champion d'Île-de-France. En 1988, il devient champion de France vétéran sur route. Puis dans cette catégorie, il remporte le titre sur la piste en 1993. Bon pédagogue, il ne sera pas avare de bons conseils pour les jeunes coureurs, notamment ceux du C.S.M Persan.

## Palmarès sur route
| - 1966 - Paris-Chaumont - Une étape des Quatre Jours de Vic-Fezensac - Une étape de la Route de France (contre-la-montre) - 3e de Paris-Blancafort - 1967 - 2e de Paris-Ézy - 2e du Trophée Peugeot - 3e de Paris-Roubaix amateurs - 3e de Paris-Vailly - 3e du Grand Prix de Nice - 1969 - 1er Grand Prix de Meymac (Limousin) | - 1970 - Classement général du Grand Prix du Midi libre - 1971 - Paris-Bourges - 1977 - Ronde de l'Oise - 3e de Rouen-Gisors - 1978 - Souvenir Daniel-Fix - 1980 - 2e étape du Tour d'Alsace - 2e de Paris-Rouen - 3e du Tour d'Alsace |  |

## Résultats sur les grands tours

### Tour de France
2 participations
- 1970 : 51e
- 1972 : 27e

## Palmarès en cyclo-cross
| - 1968 - Cyclo-cross de la Polymultipliée à Chanteloup-les-Vignes - 1969 - Champion d'Île-de-France de cyclo-cross - 1970 - Champion d'Île-de-France de cyclo-cross - 2e du championnat de France de cyclo-cross - 1972 - 2e du championnat d'Île-de-France de cyclo-cross - 1973 - Champion d'Île-de-France de cyclo-cross | - 1974 - Champion d'Île-de-France de cyclo-cross - 1975 - Champion d'Île-de-France de cyclo-cross - 2e du championnat de France de cyclo-cross - 1976 - 2e du championnat d'Île-de-France de cyclo-cross - 1977 - Champion d'Île-de-France de cyclo-cross - Cyclo-cross d'Ennery (Val-d'Oise) |